# Sébastien Nadot
Sébastien Nadot (Fleurance, Gers, 8 de juliol de 1972) és un historiador, escriptor i polític francés, professor agregat d'educació física, així com doctor en història. És membre associat del CESSAMENT (Consell econòmic, social i mediambiental) i hi va treballar de desembre de 2015 fins al 18 de juny de 2017, quan va ser elegit diputat de la desena circumscripció de Haute-Garonne. És membre de l'Assemblea parlamentària de la Francofonia.
Membre de la comissió d'afers exteriors, després d'haver interpel·lat oficialment a l'executiu mitjançant una qüestió escrita, es posiciona contra les vendes d'armes franceses utilitzades per Aràbia Saudita i els Unió dels Emirats Àrabs per bombardejar diàriament les poblacions civils del Iemen en una entrevista donada a l'emissió «Cotidiana» del 23 de febrer de 2018 presentada per Yann Barthès. Al micròfon de Baptiste des Montiers, demanà suspendre les vendes d'armes als països del Golf que les fan servir contra la població civil. El 6 d'abril de 2018 diposita una demanda d'obertura de comissió de recerca a l'Assemblea Nacional de França sobre el Respecte dels compromisos internacionals de França en les autoritzacions d'exportacions d'armes al Iemen.
Al desembre de 2018 va ser exclòs del grup La República en marxa per haver votat en contra del projecte de pressupost per 2019 defensat pel govern d'Emmanuel Macron.